# Evelyn Rivera
Evelyn Rivera, född 3 december 1997, är en friidrottare från Colombia. Hon deltog vid olympiska sommarspelen 2016.